# Zoutloos dieet
Een zoutloos dieet is een dieet voor mensen met een hoge bloeddruk, hartfalen of ernstige levercirrose. Hiervoor kunnen speciale producten zoals zoutloos brood en zoutloze boter als alternatief dienen voor de etenswaren die normaal gezouten zijn.
Een zoutarm dieet is minder strikt en houdt in, dat sommige producten waar relatief veel zout in zit niet gegeten kunnen worden, terwijl andere producten waar soms (in de keuken of op tafel) nog weleens zout aan wordt toegevoegd, zonder deze extra hoeveelheid zout wel gegeten kunnen worden.